# Aspen (cráter)
Aspen  es un cráter de impacto del planeta Marte situado a -21.6° Norte y 23.2° Oeste (-21.4° Sur y 336.8° Este). La colisión causó una abertura de 20.3 kilómetros de diámetro en la superficie del cuadrángulo MC-19 del planeta. El nombre fue aprobado en 1976 por la Unión Astronómica Internacional en honor a la localidad de Aspen, en el estado de Colorado (Estados Unidos).